# Tetramesa scheppigi
Tetramesa scheppigi är en stekelart som först beskrevs av Diederich Franz Leonhard von Schlechtendal 1891.  Tetramesa scheppigi ingår i släktet Tetramesa och familjen kragglanssteklar. Inga underarter finns listade i Catalogue of Life.